# Johan Gahn
Johan Gottlieb Gahn (19. kolovoza 1745. – 8. prosinca 1818.) bio je švedski kemičar koji je 1774. otkrio kemijski element mangan.

## Životopis
Gahn je u Uppsali bio učenik Torbena Olofa Bergmana i Carla Wilhelma Scheelea, koji je u to vrijeme radio kao prvi pomoćnik u ljekarni.
Gahn je 1770. otkrio da se fosfor nalazi u kostima te je 1774. izolirao mangan tijekom redukcije manganova(IV) oksida. Članom Švedske kraljevske akademije znanosti postao je 1793. godine.
Njemu u čast nazvan je mineral gahnit.